# Гуйчгельдыев, Тачмамед Клычевич
Тачмамед Клычевич Гуйчгельдыев (туркм. Tachmammet Gylyjovich Guchgeldiyev, 3 июня 1946, Туркменистан) — партийный и государственный деятель Туркменской ССР и независимого Туркменистана.

## Биография

### Рождение и юность
Родился 3 июня 1946 года в семье Гучгельдыева Клыча (Оразмухаммеда) и Руфимы Михайловны Купцовой в западной части Куня-Ургенческого района Дашогузской области Туркменской ССР. По отцу происходит из туркмен-йомудов, племени Байрам-шалы, рода Аксалак, подрода Бойюнбаш, расположенный в селе Бойюнбаш Гёроглынского этрапа.

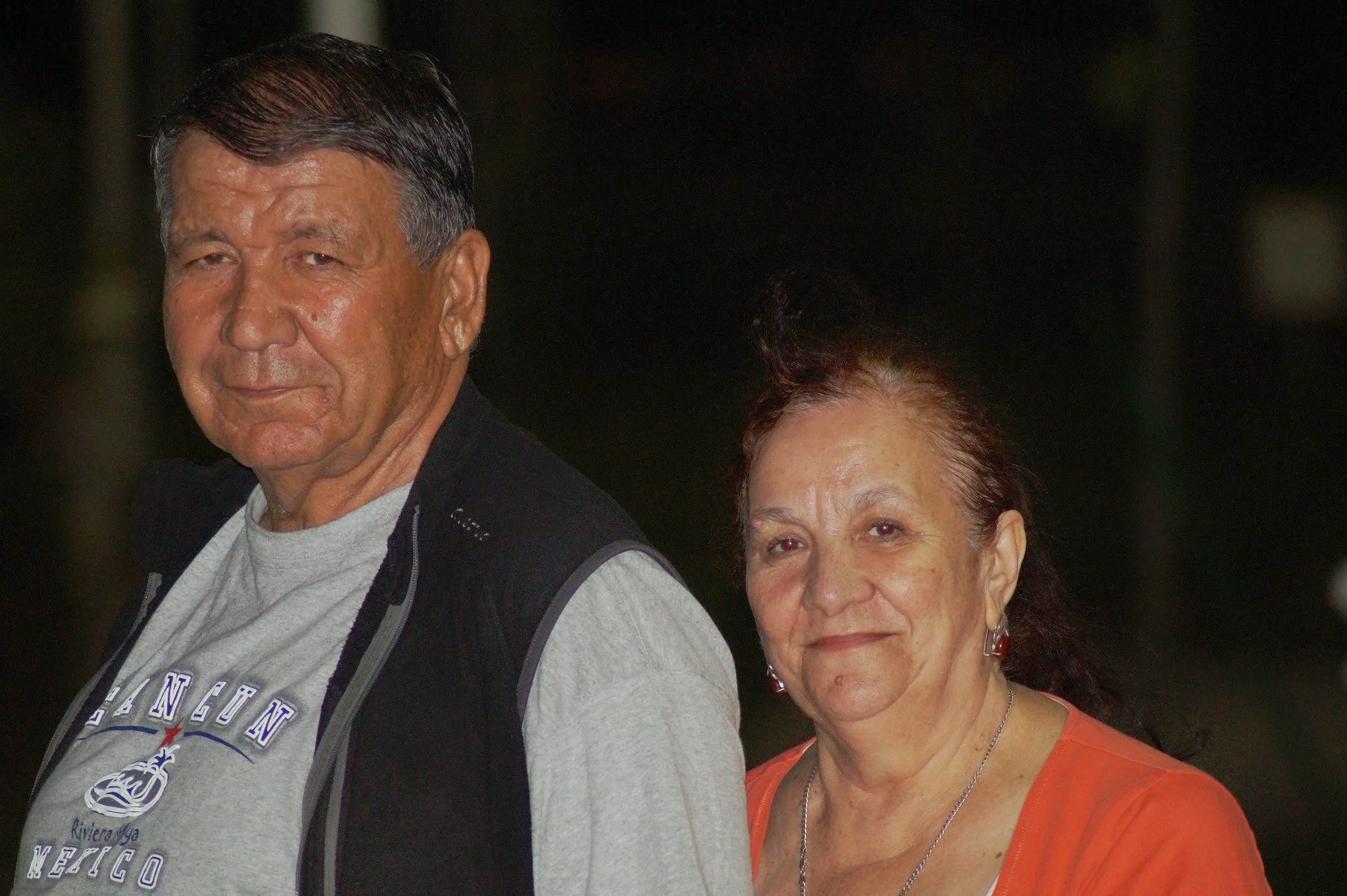
Тачмаммед с супругой Валерией

Работал руководителем механизированной колонны для освоения новых земель на северо-западе Туркмении. Выпускник техникума механизации, был одним из первых выпускников Туркменского сельскохозяйственного института им. М. И. Калинина в 1936 году. Гуйчгельдыева Руфима Михайловна (в девичестве Купцова), приехала в Ашхабад после окончания средней школы, где вышла замуж за Клыча. У семьи было семь сыновей: Мэлс, Байрам, Оремамед, Тачмаммед, Акмурад, Солтанмурад и Тахир. 
В 19 октября 1968 года женился на Валерии Ивановне Гуйчгельдыевой (в девичестве Зоркина). Имеет троих детей: Гуйчгельдыев Олег, Гуйчгельдыева Жанна (в настоящее время Zhanna Woodard), Гуйчгельдыева Евгения (в настоящее Eugenia De Mello).

### Учеба
После окончания школы № 1 города Ташауза (Туркменистан), поступил в Ашхабадский техникум механизации и с отличием закончил по специальности Техник-механик в 1966 году.
В 1971 году окончил Туркменский сельскохозяйственный институт им. М. И. Калинина в г. Ашхабад, факультет Механизации сельскохозяйственного производства, по специальности Инженер-механик сельскохозяйственного производства.
В 1988 году окончил Высшую партийную школу в Ташкенте, Узбекистан, по специальности «Преподаватель политических наук».

### Карьера
После окончания института работал инженером ассоциации «Госкомсельхозтехника» в 1971—1973 г. г.. С августа 1973 года начал политическую деятельность в качестве первого секретаря комсомольской организации (ЛКСМТ) по Ташаузской области. С 1976 года работал начальником отдела транспорта и промышленности Городского Комитета Коммунистической партии Туркменистана (ГКПТ партии), а с 1979 по 1981 г. г. инструктором сельскохозяйственного отдела ГКПТ.

С декабря 1981 года руководитель сектора механизации Отдела сельского хозяйства и производства продовольствия Центрального Комитета Коммунистической Партии Туркменистана (ЦК КПТ), где отвечал за вопросы механизации сельского хозяйства Туркменистана, включая разработку политики, планов развития и обеспечения. 

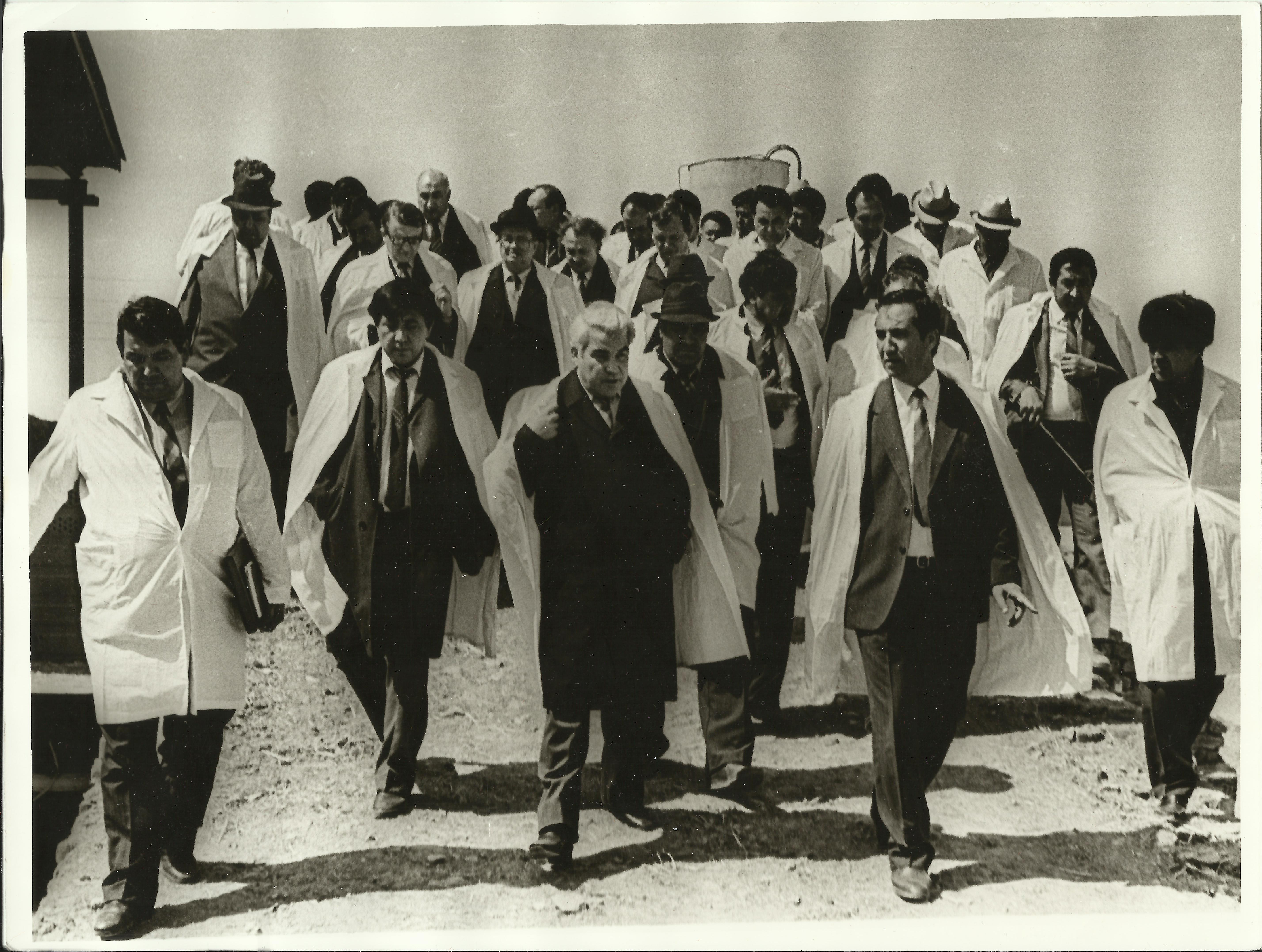
Тачмаммед (крайний слева) с Первым Секретарем КПТ С. А. Ниязовым и Секретарем Дашогузского ОК КПТ Овлякулиевым

В октябре 1985 года назначен Первым Секретарем (Руководителем) Районного Комитета Коммунистической Партии Туркменистана (РК КПТ) в Серахском районе (сейчас Серахский этрап) Ашхабадской области (сейчас, Ахалский велаят). Во время работы в районе занимался восстановлением хлопкового производства, построил жилой городок с помощью румынских строителей.
С апреля 1988 года переведен на должность Первого Секретаря Районного Комитета Коммунистической Партии Туркменистана в Тахтинском районе (сейчас этрап Гороглы) Ташаузской области (сейчас, Дашогузский велаят). В качестве первого секретаря РК КПТ отвечал за сельскохозяйственное производства на территориях районов, включая производство хлопка, пшеницы и других культур, а также вопросами социально экономического развития территориальных поселений с обшей численность населения до 16 тысяч человек. Во время работы, район собрал исторически рекордный урожай хлопка, более 75 тысяч тонн.
С октября 1991 по октябрь 2007 года работал, с перерывами, руководителем Дехканских объединений (бывшие колхозы): ДО Берекет (этрап Гороглы), ДО Новбахар (этрап Ниязов), ДО Махтумкули (этрап Гороглы) Дашогузского велаята. На этих позициях отвечал за организацию сельскохозяйственного производства на площадях до 6000 гектаров, включая производство хлопка и пшеницы, а также отвечал за социально-экономическое развития территориальных поселений с общей численностью населения до 2 тысяч человек.
С 2008 года руководил секцией сельскохозяйственного производства Дашогузской велаятской (областной) гидрогеологической экспедиции, где отвечал за производство хлопка и откуда вышел на пенcию в 2014 году.
Являлся депутатом XXVIII съезда Коммунистической Партии Советского Союза, депутатом Верховного Совета Туркменистана первого созыва в 1990—1994 годах (переименован в Меджилис Туркменистана в 1992 году).

### Кончина
После непродолжительной болезни скончался 9 августа 2023 года в поселке Гороглы Гороглынского этрапа Дашогузского этрапа. Похоронен на семейном кладбище Измыкшир в Тагтынском этрапе Дашогузского велаята.